# Monofosfato cíclico de adenosina

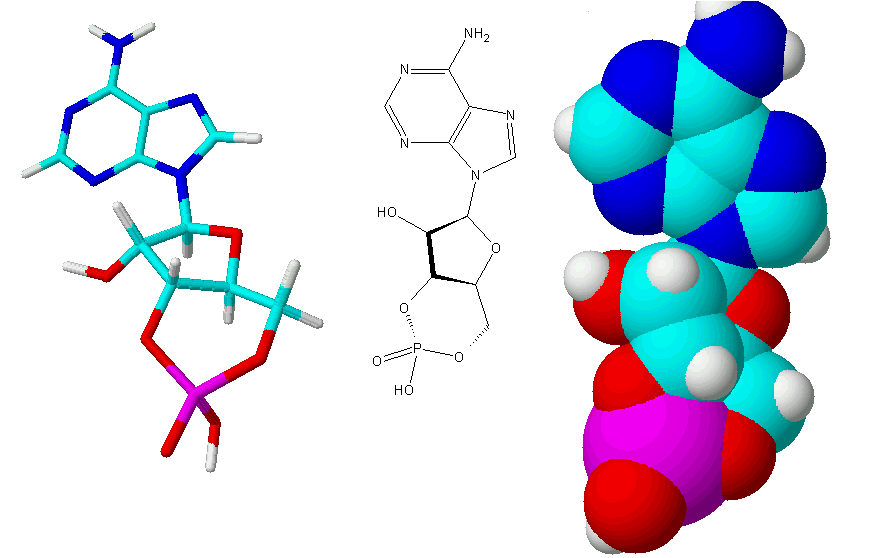
Vermelho = O = Oxigénio ; água = C = carbono ; branco = H = hidrogénio ; azul = N = nitrogênio ; púrpura = P = fósforo.

A adenosina 3',5'-monofosfato cíclico (cAMP ou AMP cíclico) é uma molécula importante na transdução de sinal em uma célula. É um tipo de mensageiro secundário celular.
A interação destes sinais químicos extracelulares ("mensageiros primários") com os receptores na superfície frequentemente leva à produção de mensageiros secundários dentro da célula. Frequentemente o mensageiro secundário é um nucleotídeo. O AMP cíclico é um dos mais importantes mensageiros secundários, envolvido como modulador de processos fisiológicos. Este mensageiro secundário é formado a partir do ATP em uma reação catalisada pela adenilil ciclase, uma enzima associada com a face interna da membrana plasmática. Vários hormônios são conhecidos por ativar o cAMP através da ação da enzima adenilil ou adenilato ciclase, modulando informações no sistema nervoso e cardiovascular, diferenciação e crescimento celular e metabolismo geral.
Ativação da adenilato ciclase e formação de AMP-cíclico intracelular é o mecanismo geralmente utilizado pelos hormônios peptídeos e catecolaminas. Os hormônios que podem atravessar diretamente a membrana plasmática das células-alvo têm os seus receptores localizados no núcleo celular. Pertencem a esse grupo os hormônios esteroides e tireoideanos. O hormônio, uma vez ligado a um receptor específico localizado na membrana celular de uma célula-alvo, provoca a ativação de uma enzima intracelular (adenilciclase). Esta enzima converte parte do ATP intracelular em AMP-cíclico. O AMP-cíclico, enquanto presente no interior da célula, ativa a proteína cinase dependente de AMP-cíclico, que fosforila uma série de outras proteínas, ativando-as ou inibindo-as. Assim, o AMP-cíclico, direta ou indiretamente, executa na célula uma série de alterações fisiológicas como: ativação de enzimas; alterações da permeabilidade da membrana celular; modificações do grau de contração de músculo liso; ativação de síntese protéica; aumento na secreção celular. Após algum tempo AMP-cíclico é transformado em sua forma não cíclica pela enzima fosfodiesterase ficando disponível para produção de ATP e cancelando seu efeito sinalizador naquele momento.
O cAMP exerce a maior parte de seus efeitos estimulando as proteinoquinases dependentes de cAMP. Essas quinases são compostas de um dímero regulador (R) de ligação ao cAMP e duas cadeias catalíticas (C). Quando o cAMP liga-se ao dímero R, as cadeias ativas C são liberadas para difusão através do citoplasma e do núcleo, onde elas transferem fosfato do ATP para proteínas apropriadas do substrato, frequentemente enzimas. A especifidade dos efeitos reguladores do cAMP reside nos distintos substratos protéicos das quinases que são expressos em diferentes células.
Quando o estímulo hormonal cessa, as ações intracelulares do cAMP são concluídas por meio de uma elaborada série de enzimas. A fosforilação estimulada pelo cAMP dos substratos enzimáticos é rapidamente revertida por um grupo diverso de fosfatase específicas e não-específicas. O cAMP em si é degradado para 5'-AMP por várias fosfodiesterases de nucleotídios cíclicos.
No mecanismo do AMP cíclico , o hormônio ativador combina com substância receptora especial na membrana que, por sua vez, converte parte do ATP no interior  da célula no monofosfato cíclico de adenosina (AMP cíclico) . Essa substância exerce efeito ativador sobre muitas reações químicas intracelulares, o que faz com que a célula aumente suas atividades funcionais específicas . No mecanismo genético de controle hormonal, o hormônio ativador reage com uma substancia receptora no citoplasma celular, e a combinação do hormônio com o receptor migra para o núcleo, onde vai ativar um ou mais genes específicos; este, por sua vez vão promover atividades específicas nas células.